# Wilbert Hetterscheid
Wilbert Leonard Anna Hetterscheid is een Nederlandse botanicus. 

## Loopbaan
Van 1975 tot 1987 studeerde Hetterscheid biologie (met onder meer paleobotanie en taxonomie) aan de Rijksuniversiteit Utrecht.
Van 1986 tot 2003 hield hij zich voor de Vaste Keurings Commissie in Aalsmeer en later Roelofarendsveen bezig met het opzetten van een nationaal registratiesysteem voor cultivars van sierplanten. Van 1989 tot 2007 was hij ook actief bij het Rijksherbarium en zijn opvolger, de Leidse vestiging van het Nationaal Herbarium Nederland als promovendus en wetenschappelijk medewerker.
Van 2002 tot 2009 was Hetterscheid de wetenschappelijke beheerder van de Botanische Tuinen Wageningen als opvolger van Jan Just Bos. Als wetenschappelijk onderzoeker en docent was hij verbonden aan de leerstoelgroep Biosystematiek van de opleiding Plantenwetenschappen van de Wageningen Universiteit. Hij hield zich hier bezig met onderzoek naar die systematiek van gecultiveerde planten en de fylogenie en taxonomie van het geslacht Amorphophallus in de aronskelkfamilie en Euphorbia sect. Lacanthis in de wolfsmelkfamilie.
In 2010 werd Hetterscheid directeur van het Von Gimborn Arboretum.

## Betekenis
Hetterscheid is lid van meerdere (internationale) biologische organisaties: International Commission for Nomenclature of Cultivated Plants, Nomenclature Committee of USDA Germplasm Resources Information Network - Taxonomy , International Society for Horticultural Science Commission for Nomenclature and Cultivar Registration, Nomenclature Commission of International Seed Testing Association en International Association for Cultivated Plant Taxonomy. Tevens was hij voorzitter van de Nederlandse Dendrologische Vereniging en de Nederlandse Rhododendron Vereniging. Daarnaast is hij lid van het bestuur van de vriendenstichting van de Passiflorahoeve.
Hetterscheid is gespecialiseerd in de aronskelkfamilie. De geslachten Amorphophallus en Typhonium hebben zijn interesse. Hij is een vooraanstaand lid van de International Aroid Society en hij heeft bijgedragen aan meerdere artikelen in wetenschappelijke tijdschriften over leden van de aronskelkfamilie. In 1993 heeft hij samen met David Attenborough en James Symon deelgenomen aan een expeditie in Indonesië om Amorphophallus-soorten te bestuderen en om plantmateriaal te verzamelen.